# Vis-en-Artois
Vis-en-Artois är en kommun i departementet Pas-de-Calais i regionen Hauts-de-France i norra Frankrike. Kommunen ligger i kantonen Vitry-en-Artois som tillhör arrondissementet Arras. År 2022 hade Vis-en-Artois 639 invånare.

## Befolkningsutveckling
Antalet invånare i kommunen Vis-en-Artois
| Referens: INSEE |